# Boyd Devereaux
Pour les articles homonymes, voir Devereaux.
Boyd Fletcher Devereaux (né le 16 avril 1978 à Seaforth, dans la province de l'Ontario au Canada) est un joueur professionnel canadien de hockey sur glace.

## Carrière de joueur
Au niveau junior, il connut une progression remarquable, passant de joueur junior D à un des joueurs les plus prometteurs en vue du repêchage de la Ligue nationale de hockey en 1996. Il fut aussi amené à jouer avec l'équipe canadienne lors du championnat du monde junior de hockey sur glace en 1997 où il aida son équipe à remporter la médaille d'or.
Au repêchage il fut sélectionné au 6e rang par les Oilers d'Edmonton. Il les rejoignit en 1997-1998 y jouant 38 parties et quelques-unes avec leur club école, les Bulldogs de Hamilton de la Ligue américaine de hockey. Il s'imposa finalement la saison suivante et continua à évoluer pour les Oilers jusqu'à la fin de la saison 1999-2000. Au cours de l'été qui suivit, il signa un nouveau contrat, cette fois avec les Red Wings de Détroit.
Avec les Red Wings, il joua régulièrement durant les quatre saisons qui précédèrent le lockout de la LNH en 2004-2005. Avec cette équipe, il remporta la Coupe Stanley lors de la saison 2001-2002. Après un congé forcé d'un an, il signa avec les Coyotes de Phoenix dirigé par Wayne Gretzky. Il n'y joua qu'une saison, récoltant 22 points en 78 parties.
Juste avant le commencement de la saison 2006-2007, il signa un contrat avec les Maple Leafs de Toronto mais débuta la saison avec les Marlies de Toronto, leur club-école la LAH. Il joua ensuite trente parties avec les Maple Leafs cette saison-là, récoltant 19 points. Au camp d'entraînement suivant, il se gagna sa place avec l'équipe et y joua toute la saison.

## Statistiques

### En club
| Saison     | Équipe                 | Ligue      |     | Saison régulière | Saison régulière | Saison régulière | Saison régulière | Saison régulière |   | Séries éliminatoires | Séries éliminatoires | Séries éliminatoires | Séries éliminatoires | Séries éliminatoires |
| Saison     | Équipe                 | Ligue      | PJ  | B                | A                | Pts              | Pun              | PJ               | B | A                    | Pts                  | Pun                  |                      |                      |
| 1992-1993  | Sailors de Seaforth    | OHA-D      | 34  | 7                | 20               | 27               | 13               | -                | - | -                    | -                    | -                    |                      |                      |
| 1993-1994  | Cullitons de Stratford | OHA-B      | 46  | 12               | 27               | 39               | 8                | -                | - | -                    | -                    | -                    |                      |                      |
| 1994-1995  | Cullitons de Stratford | OHA-B      | 45  | 31               | 74               | 105              | 21               | -                | - | -                    | -                    | -                    |                      |                      |
| 1995-1996  | Rangers de Kitchener   | LHO        | 66  | 20               | 38               | 58               | 33               | 12               | 3 | 7                    | 10                   | 4                    |                      |                      |
| 1996-1997  | Rangers de Kitchener   | LHO        | 54  | 28               | 41               | 69               | 37               | 13               | 4 | 11                   | 15                   | 8                    |                      |                      |
| 1996-1997  | Bulldogs de Hamilton   | LAH        | -   | -                | -                | -                | -                | 1                | 0 | 1                    | 1                    | 0                    |                      |                      |
| 1997-1998  | Bulldogs de Hamilton   | LAH        | 14  | 5                | 6                | 11               | 6                | 9                | 1 | 1                    | 2                    | 8                    |                      |                      |
| 1997-1998  | Oilers d'Edmonton      | LNH        | 38  | 1                | 4                | 5                | 6                | -                | - | -                    | -                    | -                    |                      |                      |
| 1998-1999  | Bulldogs de Hamilton   | LAH        | 7   | 4                | 6                | 10               | 2                | 8                | 0 | 3                    | 3                    | 4                    |                      |                      |
| 1998-1999  | Oilers d'Edmonton      | LNH        | 61  | 6                | 8                | 14               | 23               | 1                | 0 | 0                    | 0                    | 0                    |                      |                      |
| 1999-2000  | Oilers d'Edmonton      | LNH        | 76  | 8                | 19               | 27               | 20               | -                | - | -                    | -                    | -                    |                      |                      |
| 2000-2001  | Red Wings de Détroit   | LNH        | 55  | 5                | 6                | 11               | 14               | 2                | 0 | 0                    | 0                    | 0                    |                      |                      |
| 2001-2002  | Red Wings de Détroit   | LNH        | 79  | 9                | 16               | 25               | 24               | 21               | 2 | 4                    | 6                    | 4                    |                      |                      |
| 2002-2003  | Red Wings de Détroit   | LNH        | 61  | 3                | 9                | 12               | 16               | -                | - | -                    | -                    | -                    |                      |                      |
| 2003-2004  | Red Wings de Détroit   | LNH        | 61  | 6                | 9                | 15               | 20               | 3                | 1 | 0                    | 1                    | 0                    |                      |                      |
| 2005-2006  | Coyotes de Phoenix     | LNH        | 78  | 8                | 14               | 22               | 44               | -                | - | -                    | -                    | -                    |                      |                      |
| 2006-2007  | Marlies de Toronto     | LAH        | 30  | 6                | 8                | 14               | 14               | -                | - | -                    | -                    | -                    |                      |                      |
| 2006-2007  | Maple Leafs de Toronto | LNH        | 33  | 8                | 11               | 19               | 12               | -                | - | -                    | -                    | -                    |                      |                      |
| 2007-2008  | Maple Leafs de Toronto | LNH        | 62  | 7                | 11               | 18               | 24               | -                | - | -                    | -                    | -                    |                      |                      |
| 2008-2009  | Marlies de Toronto     | LAH        | 45  | 9                | 7                | 16               | 14               | -                | - | -                    | -                    | -                    |                      |                      |
| 2008-2009  | Maple Leafs de Toronto | LNH        | 23  | 6                | 5                | 11               | 2                | -                | - | -                    | -                    | -                    |                      |                      |
| 2009-2010  | HC Lugano              | LNA        | 16  | 2                | 2                | 4                | 8                | -                | - | -                    | -                    | -                    |                      |                      |
| Totaux LNH | Totaux LNH             | Totaux LNH | 627 | 67               | 112              | 179              | 205              | 27               | 3 | 4                    | 7                    | 4                    |                      |                      |

### En équipe nationale
| Année | Équipe | Compétition                 |   | PJ | B | A | Pts | Pun           |  | Résultat |
| 1997  | Canada | Championnat du monde junior | 7 | 4  | 0 | 4 | 0   | Médaille d'or |  |          |

## Trophées et honneurs personnels
- Ligue de hockey de l'Ontario
  - 1996 : remporta le trophée Bobby-Smith
- Ligue nationale de hockey
  - 2002 : remporta la Coupe Stanley avec les Red Wings de Détroit

## Transactions
- 23 août 2000 : signe un contrat comme agent libre avec les Red Wings de Détroit ;
- 5 juillet 2004 : signe un contrat comme agent libre avec les Coyotes de Phoenix ;
- 7 octobre 2006 : signe un contrat comme agent libre avec les Maple Leafs de Toronto.